# Jean-Marie Halsdorf
Jean-Marie Halsdorf (ur. 1 lutego 1957 w Luksemburgu) – luksemburski polityk, farmaceuta i samorządowiec, deputowany, w latach 2004–2013 minister.

## Życiorys
Absolwent szkoły średniej w Echternach, ukończył następnie farmację na Université de Strasbourg I. Pracował w zawodzie farmaceuty w aptekach i szpitalach.
Zaangażował się w działalność polityczną w ramach Chrześcijańsko-Społecznej Partii Ludowej, do której wstąpił w 1987. Od 1988 zasiadał w radzie miejscowości Pétange, w latach 2000–2004 pełnił funkcję jej burmistrza. Działał również w organizacjach komunalnych, a od 2000 był zastępcą członka w Komitecie Regionów.
W 1994 został po raz pierwszy wybrany na posła do Izby Deputowanych. Z powodzeniem ubiegał się o reelekcję w kolejnych wyborach. W latach 2004–2013 nie sprawował jednak mandatu w związku z pełnieniem funkcji ministerialnych w gabinetach Jeana-Claude'a Junckera. Od lipca 2004 do grudnia 2013 zajmował stanowisko ministra spraw wewnętrznych. Od lipca 2009 był dodatkowo ministrem obrony. W 2013 ponownie uzyskał mandat deputowanego, powracając do jego wykonywania, utrzymał go również w wyniku wyborów w 2018.